# Vietnamese groenling
De Vietnamese groenling (Chloris monguilloti synoniem: Carduelis monguilloti) is een zangvogel uit de familie van vinkachtigen (Fringillidae).

## Verspreiding en leefgebied
Deze soort is endemisch in Vietnam.